# St.-Elisabeth-Kirche (Langenhagen)

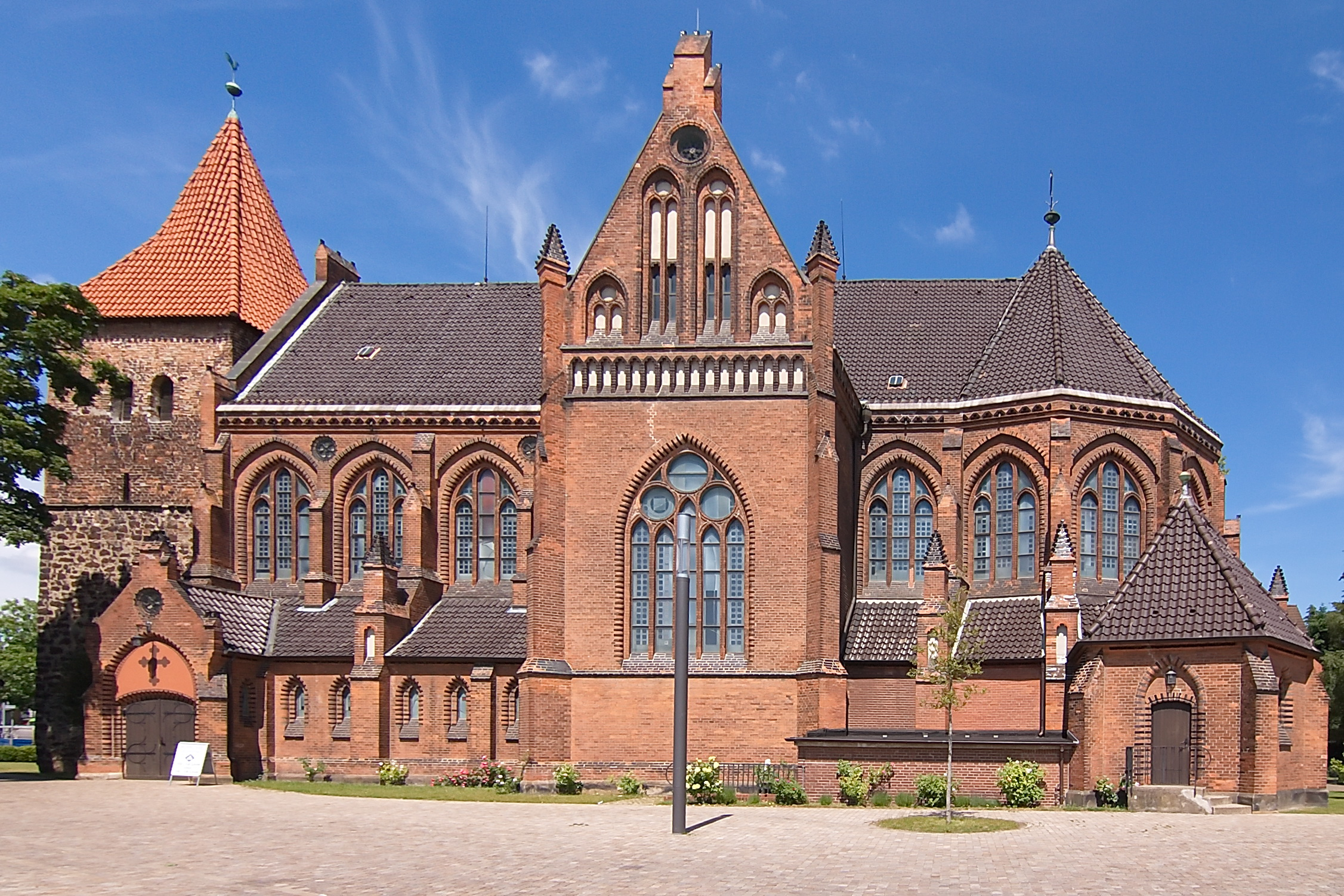
Elisabeth-Kirche

Die evangelisch-lutherische, denkmalgeschützte Elisabeth-Kirche steht in Langenhagen, einer Stadt  in der Region Hannover von Niedersachsen. Die Kirchengemeinde gehört zum Kirchenkreis Burgwedel-Langenhagen im Sprengel Hannover der Evangelisch-lutherischen Landeskirche Hannovers.

## Beschreibung

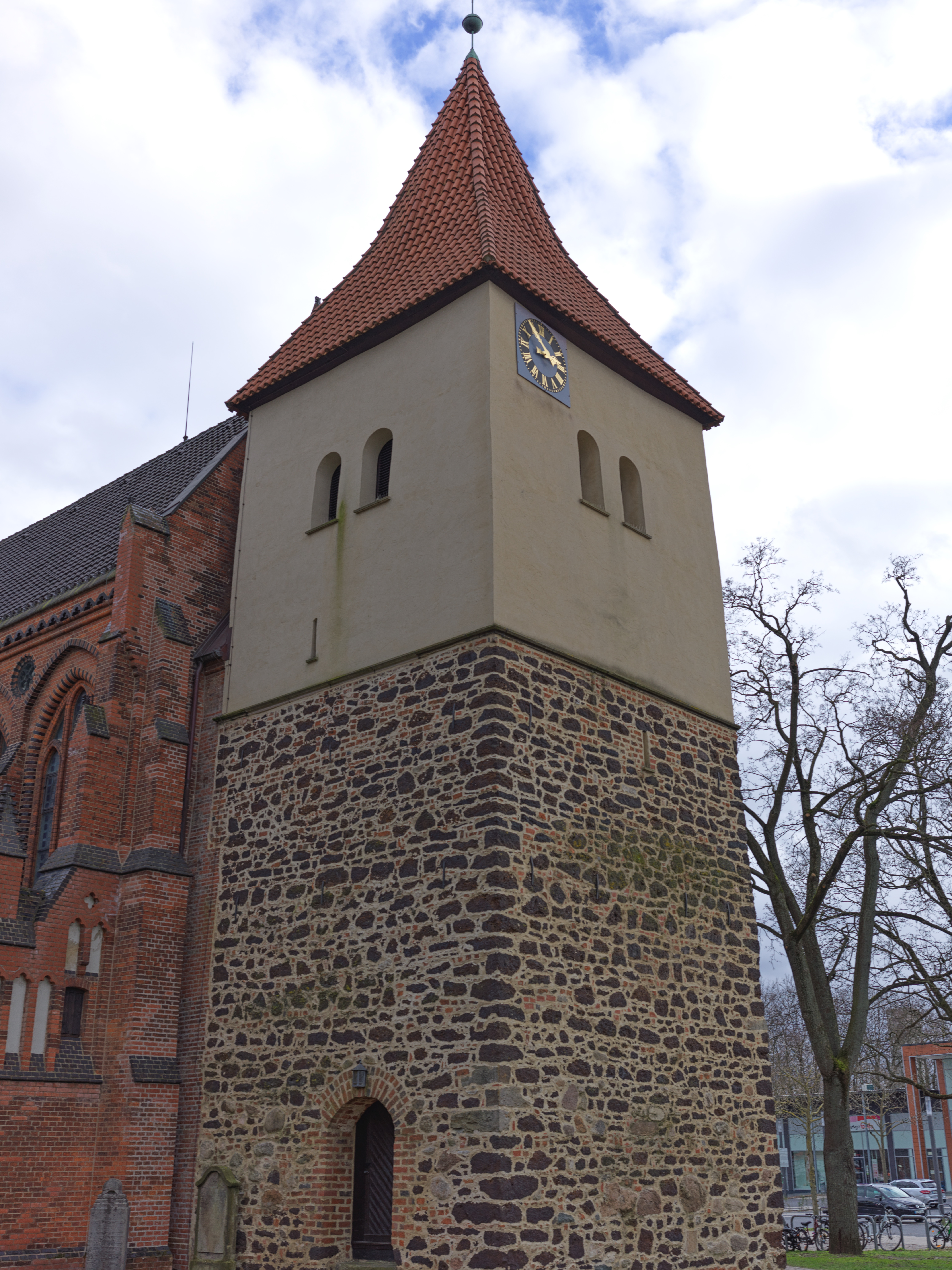
Kirchturm mit Turmuhr

Dem Kirchturm im Westen, der im unteren, romanischen Teil im Wesentlichen aus Raseneisensteinen besteht, fügte Conrad Wilhelm Hase 1867–1869 eine dreischiffige Basilika mit einem Querschiff aus Backsteinen an. Der von ihm geplante Fassadenturm wurde nicht verwirklicht. Der Chor erweitert sich hufeisenförmig zu einem 7/10tel-Schluss mit einem polygonalen Anbau für die Sakristei. Die Wände werden von Strebepfeilern gestützt, zwischen denen sich dreibahnige spitzbogige Fenster im Obergaden befinden. In den gedrungenen Seitenschiffen sind kleine, doppelt stehende Fenster. Die Fassaden des Querschiffs haben je ein großes fünfbahniges Maßwerkfenster. 
Der Innenraum ist mit einem Kreuzrippengewölbe überspannt, die Dienste der Gewölberippen und Gurtbögen stehen auf Konsolen. Die gangartigen Seitenschiffe sind durch spitzbogige Arkaden abgetrennt. Im Westen befindet sich die Empore für die Orgel. Die Orgel wurde 1966 von den Gebrüdern Hillebrand gebaut und 1995 von ihnen um das Rückpositiv ergänzt. Sie hat nun 36 Register, verteilt auf drei Manuale und Pedal. Zur Kirchenausstattung gehören ein Kreuzaltar und eine Kanzel aus polychromen Glanzziegeln aus der Erbauungszeit mit Reliefs aus Terrakotta. Das sechseckige Taufbecken ist mit 1630 datiert. Drei Putti tragen den Kessel, der mit Reliefs der vier Evangelisten und zwei Wappen verziert ist.

## Glocken
Im Kirchturm hängen vier Kirchenglocken.
| Glocke | Schlagton  | 0Gewicht0 | Durchmesser | Material | Gießer        | Gießjahr |
| ------ | ---------- | --------- | ----------- | -------- | ------------- | -------- |
| 1      | ges´-10/16 | 100 kg    | 570 cm      | Bronze   | L. Siegfried  | 1663     |
| 2      | as´- 5/16  | 700 kg    | 1220 cm     | Stahl    | J. F. Weule   | 1918     |
| 3      | des´- 9/16 | 370 kg    | 950 cm      | Stahl    | J. F. Weule   | 1918     |
| 4      | b´- 7/16   | 360 kg    | 860 cm      | Bronze   | J. C. Dorling | 1746     |